# Almost Killed Me
Almost Killed Me è l'album di debutto in studio della rock band di Brooklyn The Hold Steady, pubblicato il 16 marzo 2004 con l'etichetta Frenchkiss Records.
È considerato da molti un concept album, con diversi temi ricorrenti come esperienze ai confini della morte, feste e il personaggio immaginario Charlemagne. In Separation Sunday, il secondo album dei Hold Steady, riappariranno i personaggi introdotti in Almost Killed Me. L'album è stato classificato da Rolling Stone al numero 99 dei 100 migliori album del decennio.
Sebbene allora non fosse un membro a tempo pieno della band, il futuro tastierista Franz Nicolay fa un'apparizione come ospite nell'album insieme al compagno di band The World/Inferno Friendship Society Peter Hess.

## Tracce
1. Positive Jam – 3:19 (Craig Finn)
2. The Swish – 4:11 (Finn, Tad Kubler)
3. Barfruit Blues – 3:31 (Finn, Kubler)
4. Most People Are DJs – 5:50 (Finn, Kubler)
5. Certain Songs – 3:54 (Finn)
6. Knuckles – 3:46 (Finn)
7. Hostile, Mass. – 3:42 (Finn, Kubler)
8. Sketchy Metal – 4:17 (Finn, Kubler)
9. Sweet Payne – 4:33 (Finn, Kubler)
10. Killer Parties – 5:48 (Finn, Kubler)

Tracce bonus dell'edizione australiana
1. Milkcrate Mosh – 5:56
2. Hot Fries – 3:37
3. Curves & Nerves – 2:40
4. Modesto Is Not That Sweet – 3:12
5. You Gotta Dance – 2:00